# Pleurothyriella pinastri
Pleurothyriella pinastri är en svampart som först beskrevs av Cornelius Anton Jan Abraham Oudemans, och fick sitt nu gällande namn av Petr. & Syd. 1925. Pleurothyriella pinastri ingår i släktet Pleurothyriella, divisionen sporsäcksvampar och riket svampar.   Inga underarter finns listade i Catalogue of Life.